# Šporkův palác
Šporkův palác nebo také Piccolominiovský palác, Martinický dům či U dvou zlatých lvů je palácový objekt nacházející se v Praze na Malé Straně, s hlavním průčelím čp. 321/III ve Šporkově ulici 12, se zahradními průčelími a kaplí obrácenými k západu. Od druhé poloviny 19. století slouží kongregaci sester boromejek, činných v nemocnici Pod Petřínem. V současné době je sídlem generální představené a je označován také Dům svaté Notburgy. Palác s příslušenstvím je chráněn jako kulturní památka.

## Historie

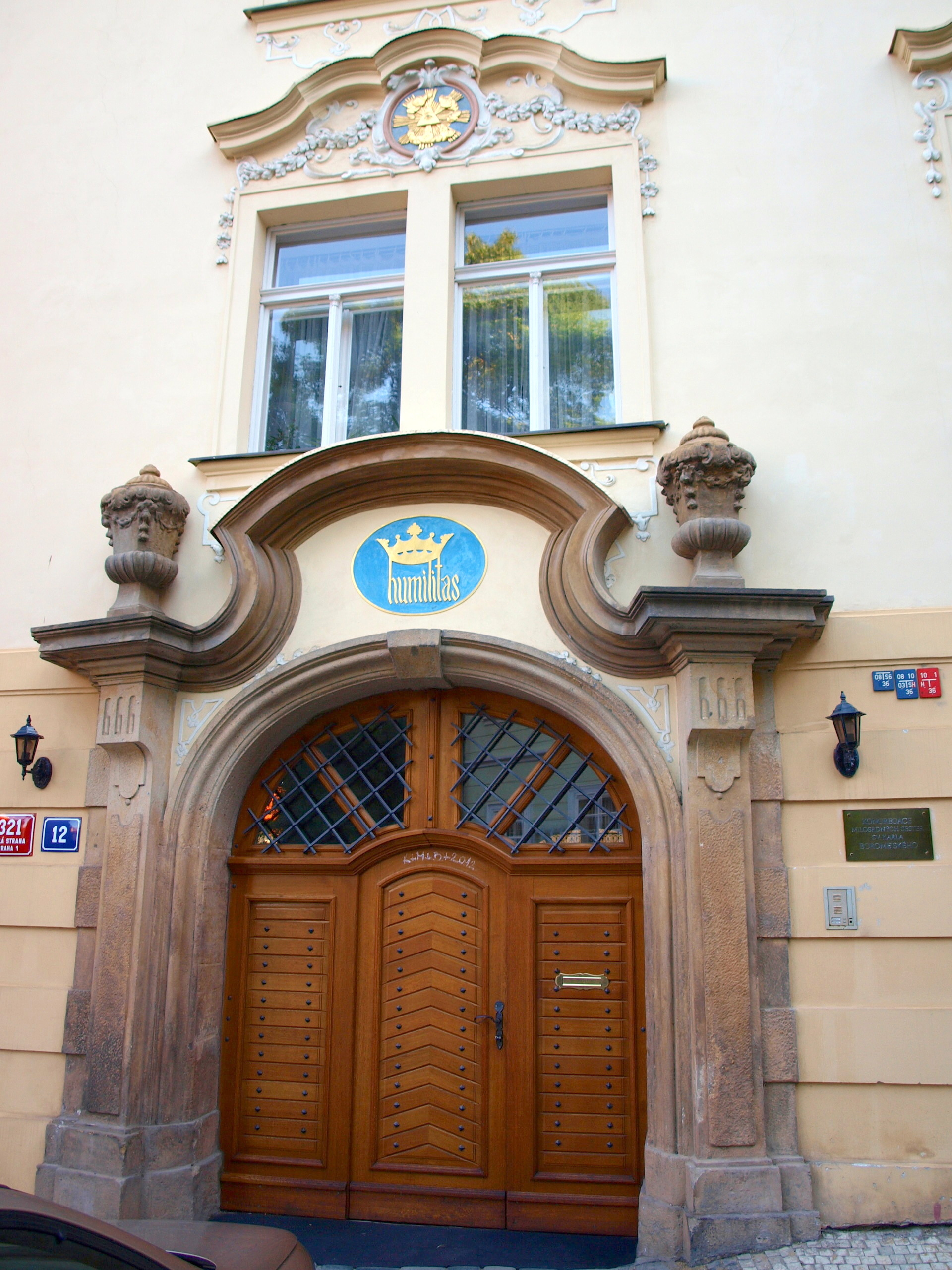
Hlavní portál paláce

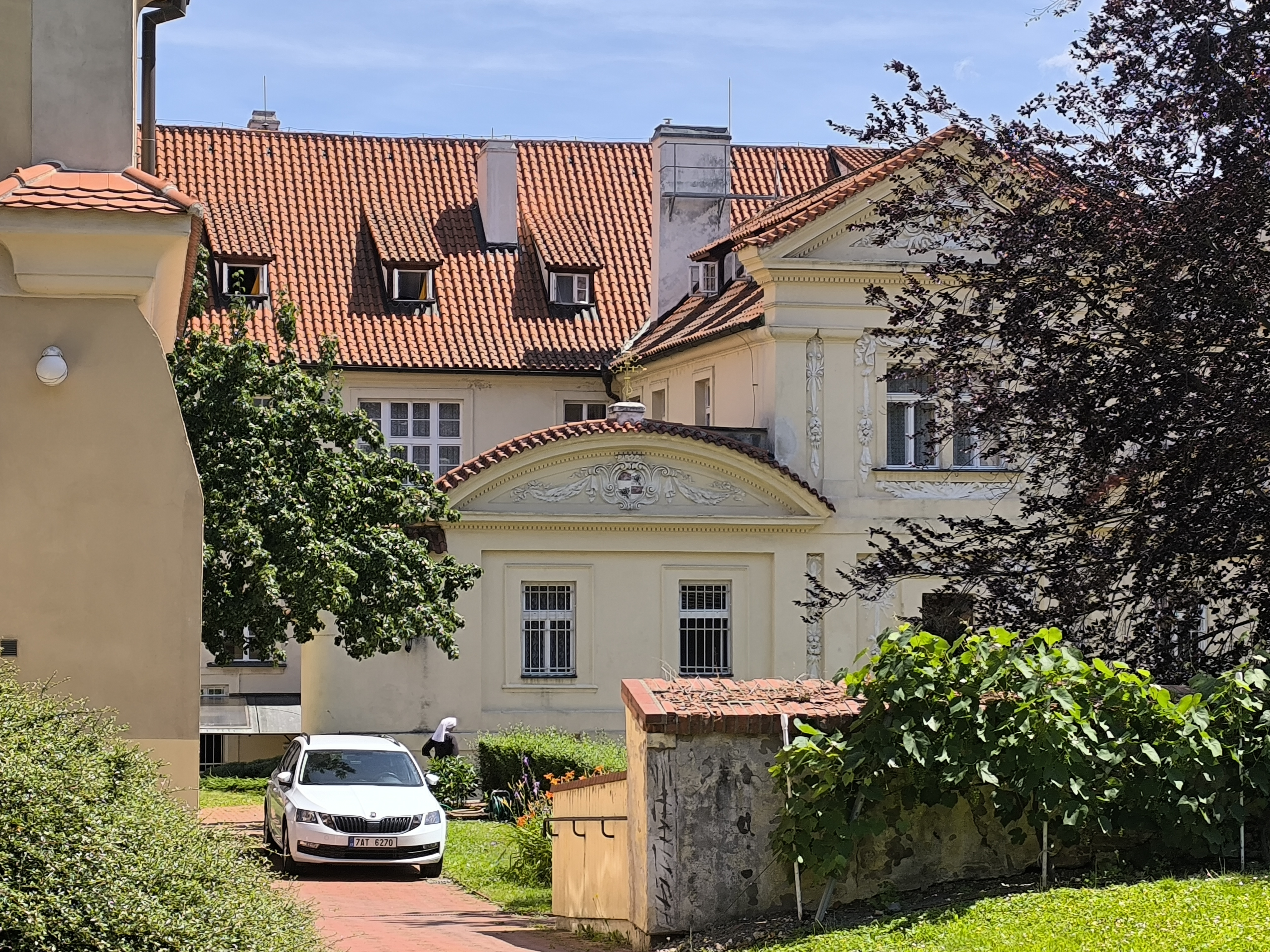
Dvorní křídlo paláce se zahradou

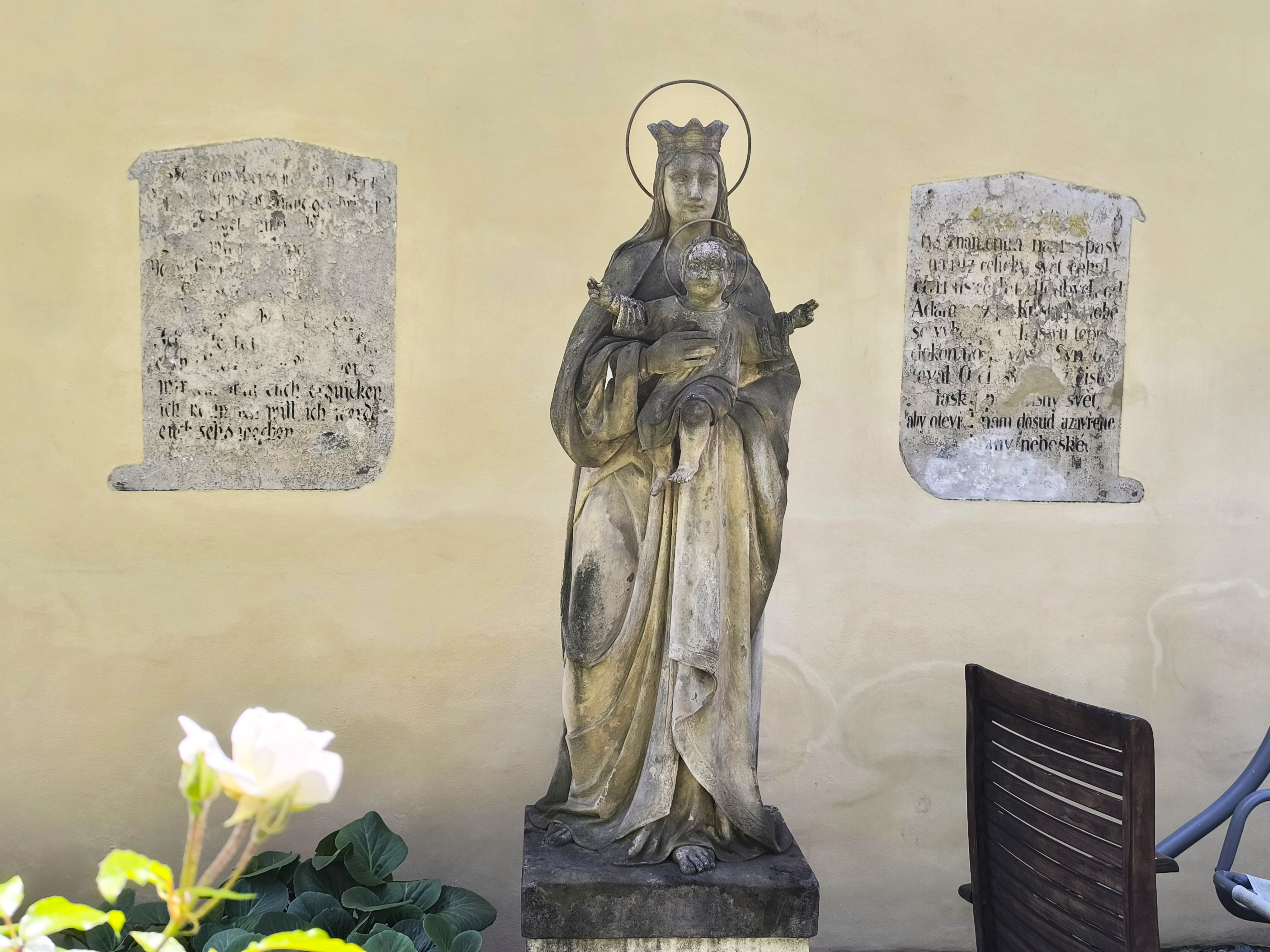
Socha Panny Marie a nápisy na zdi klášterní zahrady sester boromejek

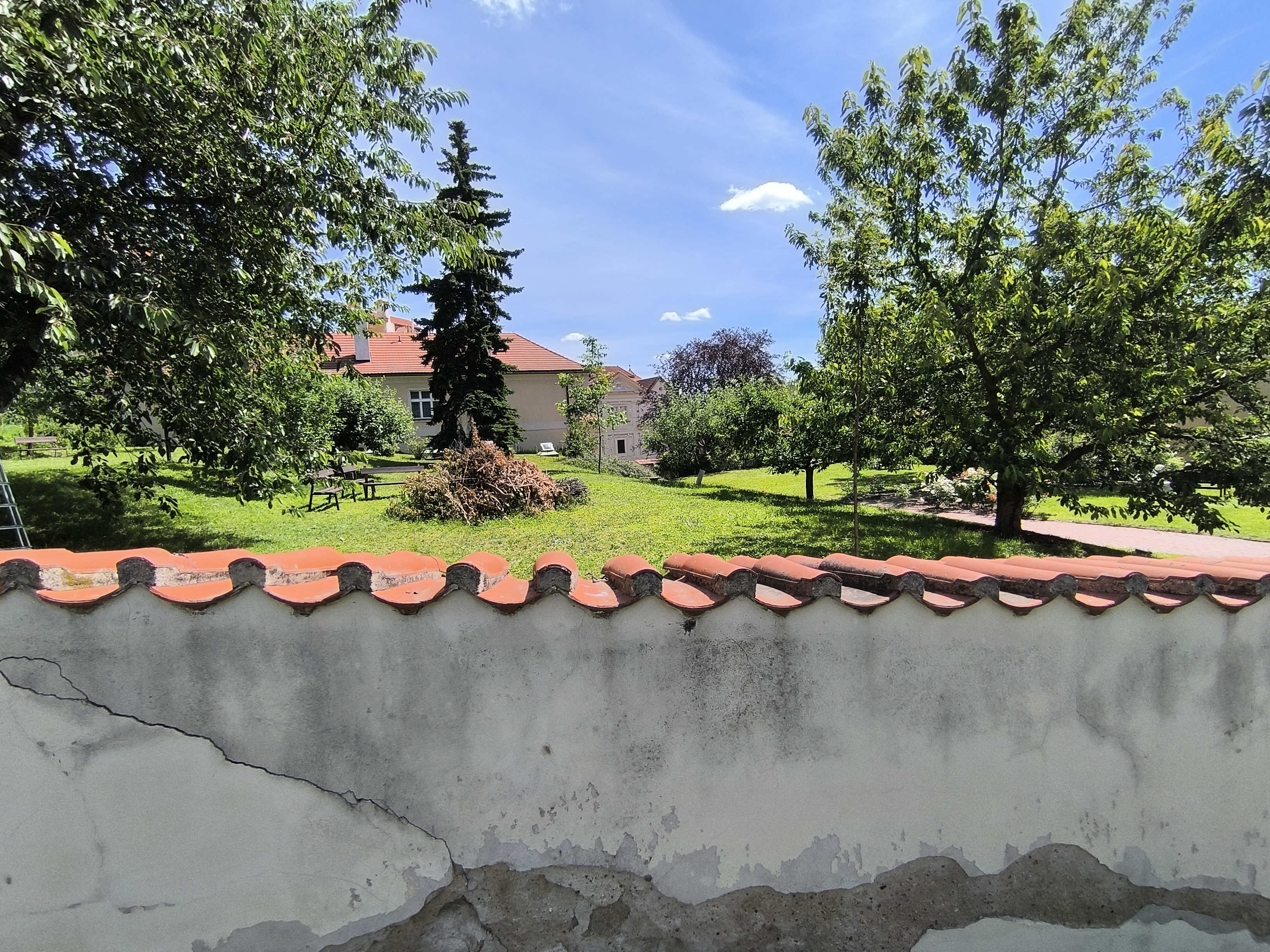
Západní ohradní zeď zahrady sester boromejek

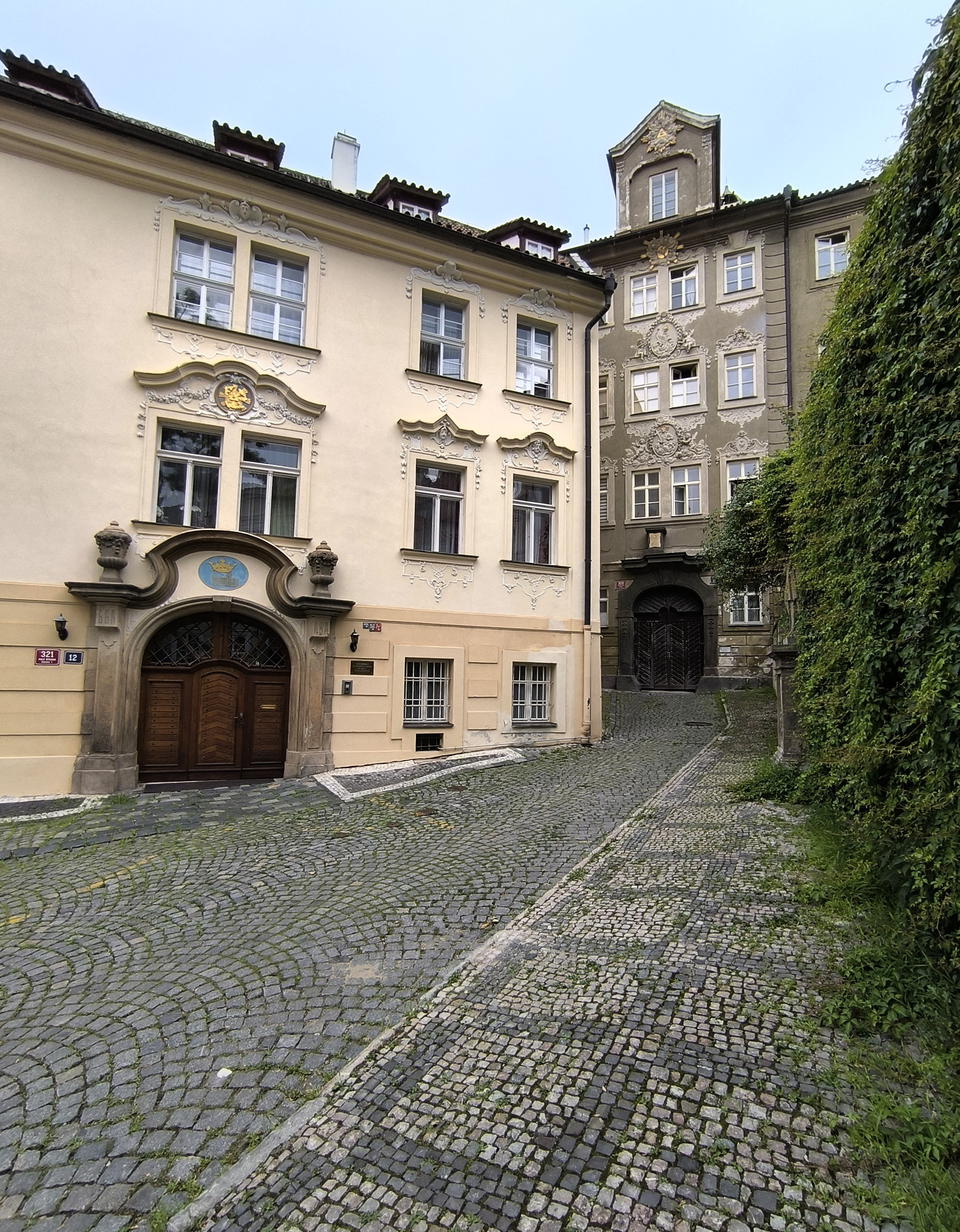
Situace paláců čp. 321-III a čp. 320-III ve Šporkově ulici

Palác vznikl z původního renesančního domu, jehož vlastníkem byl po roce 1631 císařský důstojník Gundakar z Herbersteina, po něm Zikmund Fridrich ze Saurau, který roku 1666 zahájil barokní přestavbu, a po jeho smrti vdova Zuzana Polyxena Martinicová, rozená Ditrichštejnová. Ve druhé polovině 17. století byl raně barokně přestavěn pod vedením Santina de Bossiho pro Jana Mariu Testu Piccolominiho. Po roce 1685 vznikl štukaturami zdobený zahradní trakt. V letech 1723–1726 proběhla vrcholně barokní přestavba. Dále po roce 1756 podnikl další, stylově shodné stavební úpravy Josef Karel z Hallweilu (1686-1749). Zahradní křídlo paláce tehdy bylo rozčleněno na tři úseky: jednoosý střed byl zvýšen o patro a završen trojbokým štítem, boční přízemní křídla mají štíty segmentové. Celá fasáda má naturalistické štukatury z festonů, šátků a kartuší v rámech a lisénách. Po roce 1777 palác krátce patřil Janu Karlu Šporkovi (1722-1790), po kterém se dodnes jmenuje. Po roce 1783 byly provedeny pozdně barokní úpravy.
Ve 30. letech 19. století získal palác Spolek paní pro výchovu sirotků, později zvaný Pražský spolek paní sv. Notburgy. Ve druhé polovině 19. století palác přešel do majetku Kongregace Milosrdných sester svatého Karla Boromejského a kolem roku 1880 byla v zahradním traktu upravena i kaple svaté Notburgy.

## Současnost
Kongregace Milosrdných sester svatého Karla Boromejského užívá palác dodnes. V letech 1992–1996 proběhla celková rekonstrukce areálu, k němuž kromě hlavní budovy patří i zadní trakt s kaplí sv. Notburgy, s freskami madony a sv. Notburgy, dále dvůr a dvě zahrady, přístupné ze dvora nemocnice. Z bývalého zahradního altánu se dochovala štítová zeď se dvěma fragmenty modliteb a před ní byla přemístěna pískovcová socha Panny Marie s Ježíškem, dílo z doby kolem roku 1880. 